# Erasure

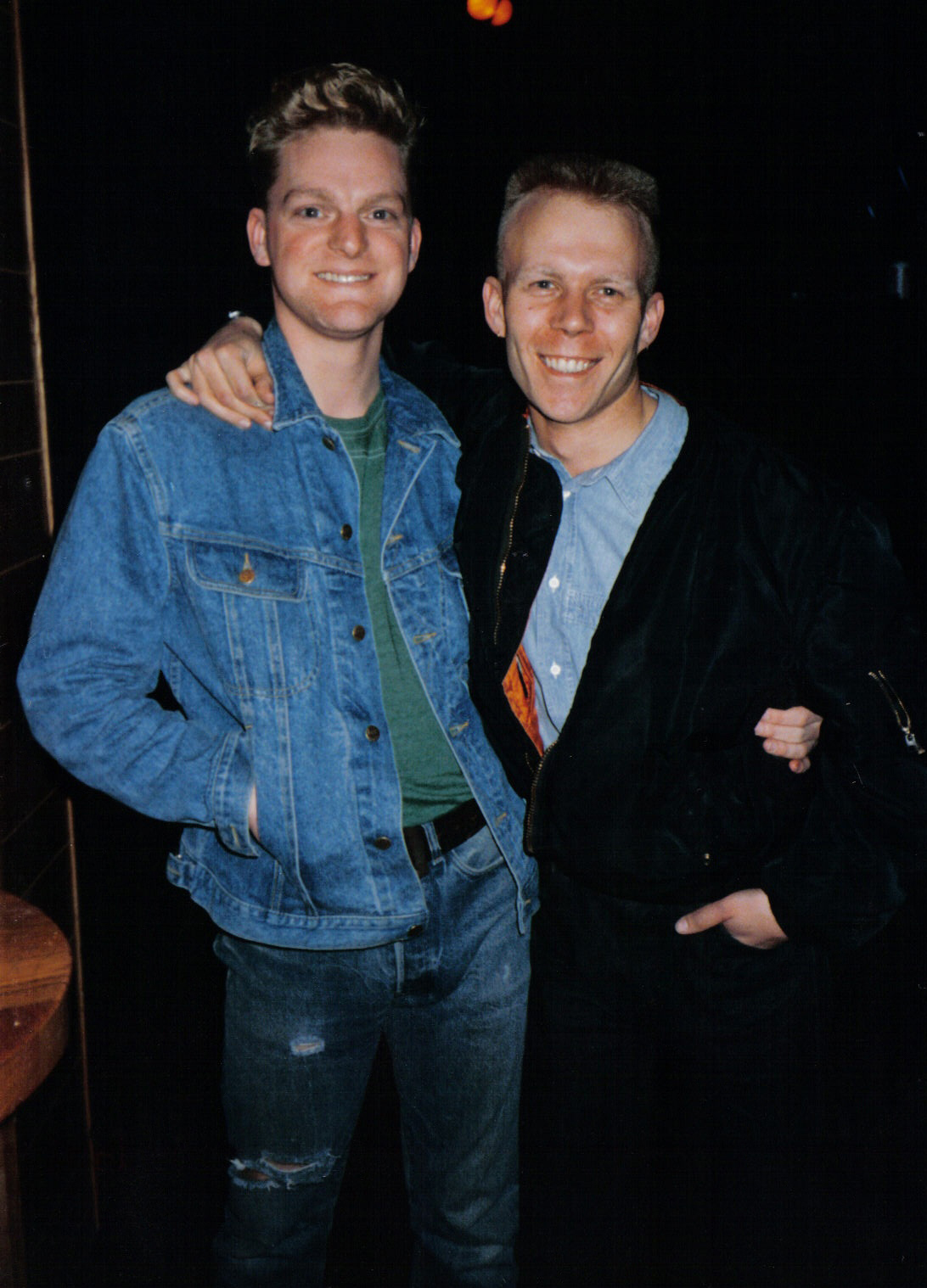
Andy Bell och Vince Clarke 1986

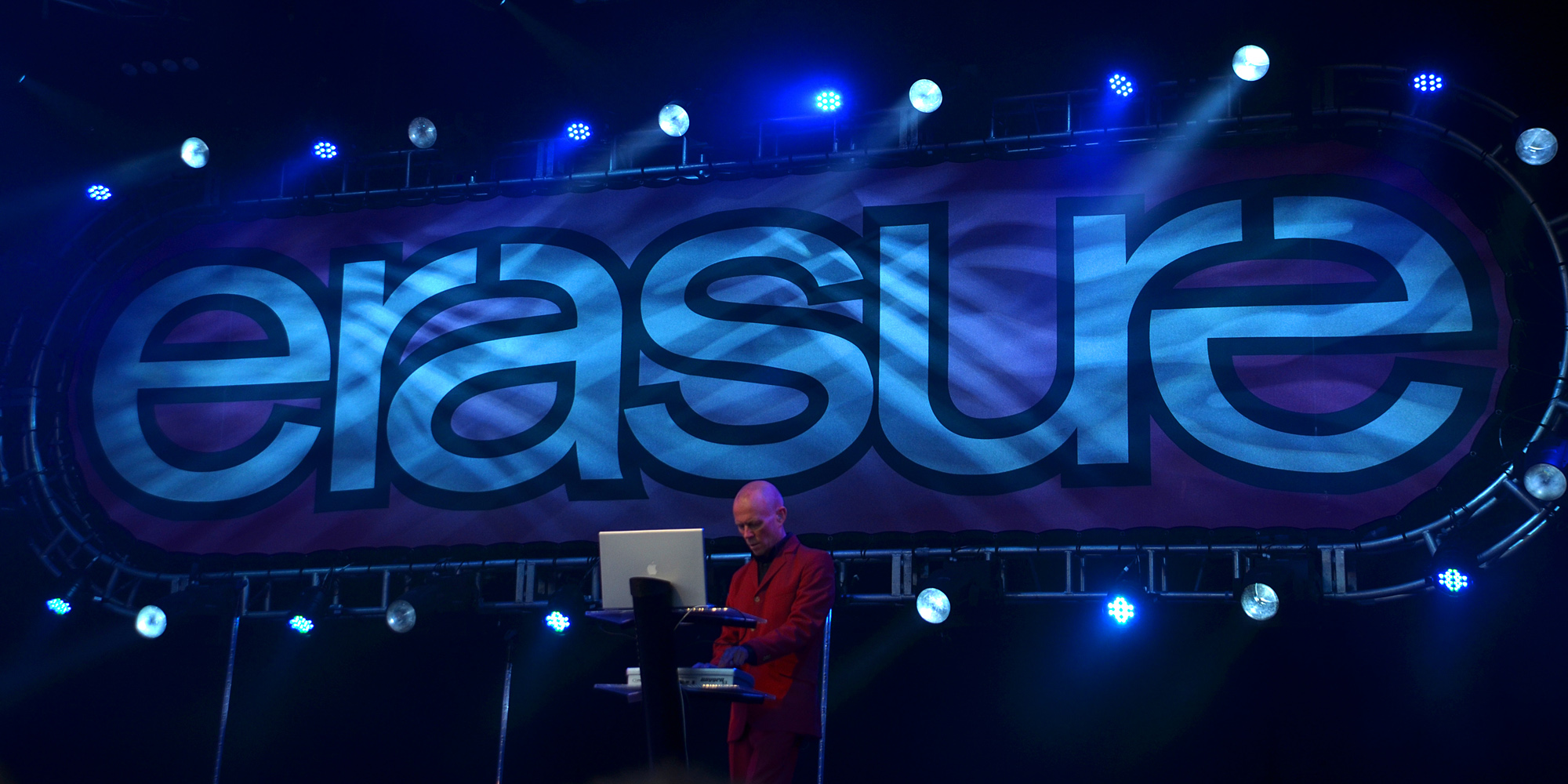
Erasure live 2011

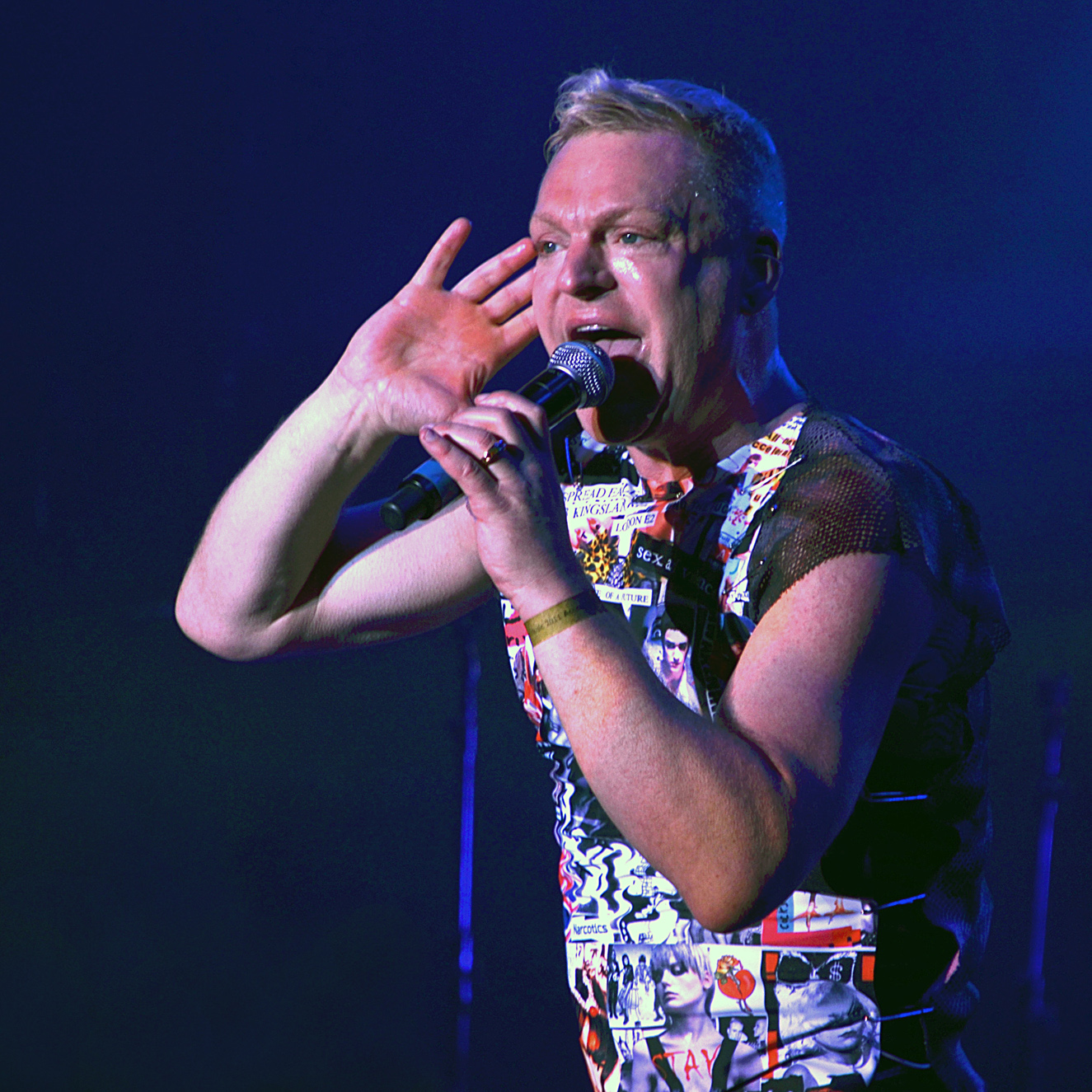
Andy Bell uppträder med Erasure i Delamere Forest (nära Chester) juli 2011

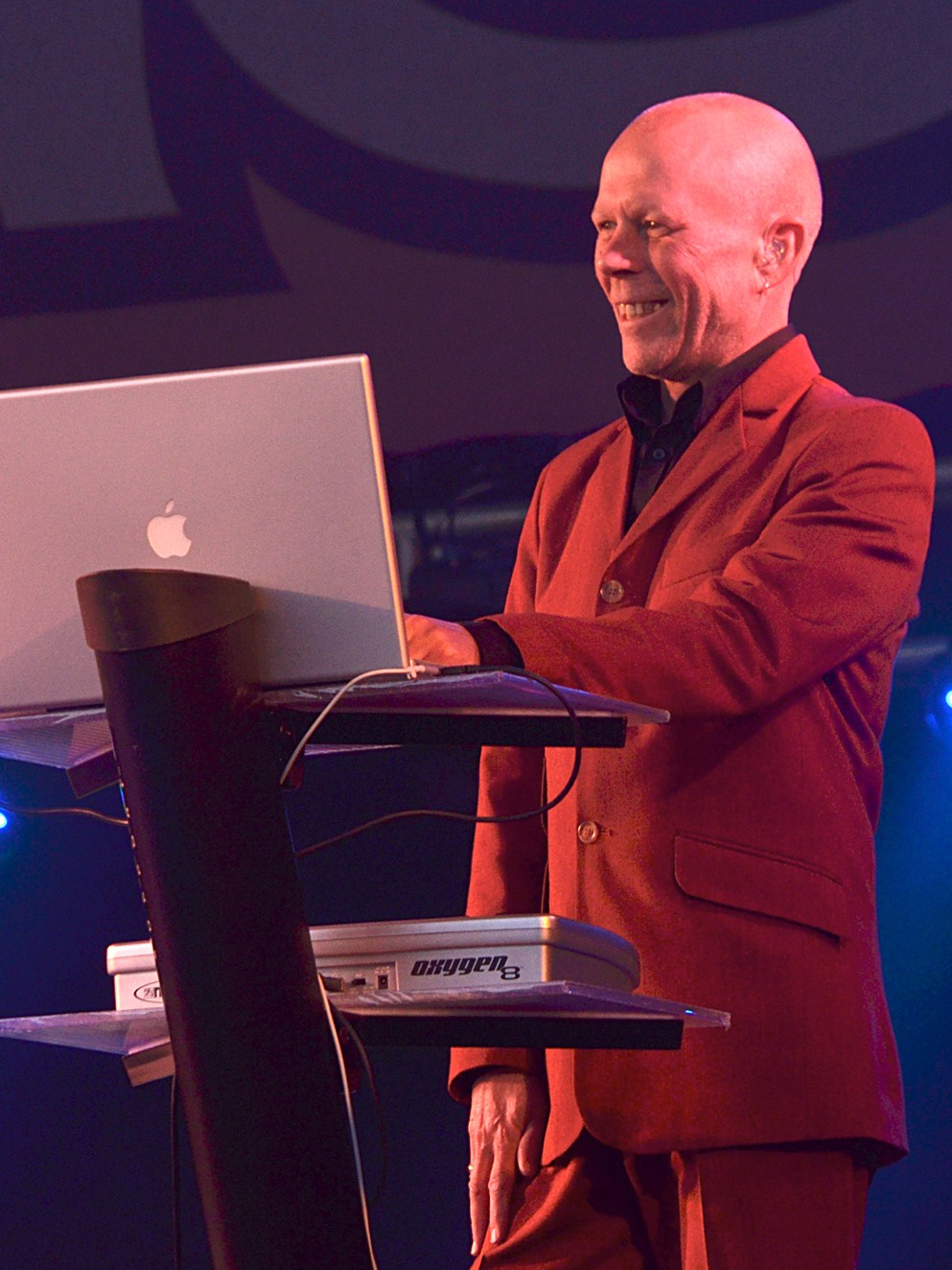
Vince Clarke 2011

Erasure är en brittisk synthpopduo som bildades 1985. Gruppen består av förre Depeche Mode- och Yazoo-medlemmen Vince Clarke och sångaren Andy Bell.

## Historik
Gruppen bildades på initiativ av Clarke, som annonserade efter en sångare och höll audition med en lång rad personer, både kända, etablerade artister och dittills okända förmågor. Andy Bell tillhörde den senare kategorin.
Erasures första singel var Who Needs Love (Like That) 1985, därefter kom Heavenly Action samt Oh L'amour, som alla sedan släpptes tillsammans på deras första album Wonderland. Gruppen har därefter skördat stora framgångar med låtar som Sometimes, Ship Of Fools, A Little Respect, Drama!, Blue Savannah, Chorus, Love To Hate You, Always och Breathe. 1992 testade bandet ett nytt grepp och spelade in en EP med fyra Abba-låtar, Abba-esque, som blev en massiv succé.
På senare år har gruppen fortsatt släppa skivor och turnera världen över.

## Diskografi

### Album
| År   | Album                         | Högsta listplacering | Högsta listplacering | Högsta listplacering | Högsta listplacering | Högsta listplacering | Övrigt           |
| År   | Album                         | UK                   | SVE                  | ÖST                  | TYS                  | USA                  | Övrigt           |
| ---- | ----------------------------- | -------------------- | -------------------- | -------------------- | -------------------- | -------------------- | ---------------- |
| 1986 | Wonderland                    | 71                   | 13                   | —                    | 16                   | —                    |                  |
| 1987 | The Circus                    | 6                    | 12                   | —                    | 20                   | 190                  | - UK: Platina    |
| 1988 | The Innocents                 | 1                    | 13                   | —                    | 10                   | 49                   | - UK: 2× Platina |
| 1989 | Wild!                         | 1                    | 20                   | —                    | 16                   | 57                   | - UK: 2× Platina |
| 1991 | Chorus                        | 1                    | 14                   | 5                    | 13                   | 29                   | - UK: Platina    |
| 1994 | I Say I Say I Say             | 1                    | 3                    | 2                    | 6                    | 18                   | - UK: Guld       |
| 1995 | Erasure                       | 14                   | 26                   | 33                   | 87                   | 82                   |                  |
| 1997 | Cowboy                        | 10                   | 19                   | 27                   | 34                   | 43                   |                  |
| 2000 | Loveboat                      | 45                   | 57                   | —                    | 48                   | —                    |                  |
| 2003 | Other People's Songs          | 17                   | —                    | —                    | 17                   | 138                  |                  |
| 2005 | Nightbird                     | 27                   | 34                   | —                    | 22                   | 154                  |                  |
| 2006 | Union Street                  | 102                  | —                    | —                    | —                    | —                    |                  |
| 2007 | Light at the End of the World | 29                   | —                    | —                    | 42                   | 127                  |                  |
| 2011 | Tomorrow's World              | 29                   | —                    | —                    | 35                   | 61                   |                  |
| 2013 | Snow Globe                    | 49                   | —                    | —                    | 100                  | —                    |                  |
| 2014 | The Violet Flame              | 20                   | 37                   | —                    | 41                   | 48                   |                  |
| 2017 | World Be Gone                 | 6                    | 15                   | —                    | 28                   | 137                  |                  |
| 2018 | World Beyond                  | 47                   |                      | —                    | —                    | —                    |                  |
| 2020 | The Neon                      | 4                    | —                    | 49                   | 11                   | —                    |                  |

### Singlar
| År   | Titel                                                                | Högsta listplacering | Högsta listplacering | Högsta listplacering | Högsta listplacering | Högsta listplacering | Album                             |
| År   | Titel                                                                | UK                   | TYS                  | USA                  | SVE                  | USA Dans             | Album                             |
| ---- | -------------------------------------------------------------------- | -------------------- | -------------------- | -------------------- | -------------------- | -------------------- | --------------------------------- |
| 1985 | Who Needs Love (Like That)                                           | 55                   | 48                   | -                    | -                    | 8                    | Wonderland                        |
| 1985 | Heavenly Action                                                      | 100                  | -                    | EU                   | -                    | 8                    | Wonderland                        |
| 1986 | Oh L'amour                                                           | 85                   | 16                   | -                    | 15                   | 3                    | Wonderland                        |
| 1986 | Sometimes                                                            | 2                    | 2                    | -                    | 20                   | 4                    | The Circus                        |
| 1987 | It Doesn't Have To Be                                                | 12                   | 16                   | EU                   | -                    | 4                    | The Circus                        |
| 1987 | Victim of Love                                                       | 7                    | 26                   | -                    | -                    | 1                    | The Circus                        |
| 1987 | The Circus                                                           | 6                    | 30                   | EU                   | -                    | EU                   | The Circus                        |
| 1988 | Ship of Fools                                                        | 6                    | 9                    | EU                   | -                    | EU                   | The Innocents                     |
| 1988 | Chains of Love                                                       | 11                   | 18                   | 12                   | -                    | 4                    | The Innocents                     |
| 1988 | A Little Respect                                                     | 4                    | 34                   | 14                   | -                    | 2                    | The Innocents                     |
| 1988 | Stop                                                                 | 2                    | EU                   | 97                   | -                    | 4                    | Crackers International            |
| 1989 | Drama!                                                               | 4                    | 12                   | -                    | -                    | 10                   | Wild!                             |
| 1989 | You Surround Me                                                      | 15                   | 38                   | EU                   | -                    | EU                   | Wild!                             |
| 1990 | Blue Savannah                                                        | 3                    | 13                   | -                    | -                    | 44                   | Wild!                             |
| 1990 | Star                                                                 | 11                   | 33                   | -                    | -                    | 4                    | Wild!                             |
| 1991 | Chorus                                                               | 3                    | 17                   | 83                   | 37                   | 14                   | Chorus                            |
| 1991 | Love To Hate You                                                     | 4                    | 19                   | -                    | 4                    | 17                   | Chorus                            |
| 1991 | Am I Right?                                                          | 15                   | -                    | -                    | -                    | -                    | Chorus                            |
| 1992 | Breath of Life                                                       | 8                    | 44                   | -                    | -                    | -                    | Chorus                            |
| 1992 | Lay All Your Love on Me                                              | 1                    | 2                    | 85                   | 1                    | 10                   | Abba-esque                        |
| 1992 | Who Needs Love (Like That) (remix)                                   | 10                   | 27                   | -                    | 31                   | -                    | Pop! The First 20 Hits            |
| 1994 | Always                                                               | 4                    | 5                    | 20                   | 2                    | 6                    | I Say I Say I Say                 |
| 1994 | Run to the Sun                                                       | 6                    | 49                   | 124                  | 19                   | 14                   | I Say I Say I Say                 |
| 1994 | I Love Saturday                                                      | 20                   | 69                   | -                    | 34                   | 20                   | I Say I Say I Say                 |
| 1995 | Stay with Me                                                         | 15                   | -                    | -                    | 13                   | -                    | Erasure                           |
| 1995 | Fingers & Thumbs (Cold Summer's Day)                                 | 20                   | 69                   | -                    | -                    | 10                   | Erasure                           |
| 1996 | Rock Me Gently (endast utgiven i Tyskland och Tjeckien)              | EU                   | -                    | EU                   | EU                   | EU                   | Erasure                           |
| 1997 | In My Arms                                                           | 13                   | 76                   | 55                   | 12                   | 2                    | Cowboy                            |
| 1997 | Don't Say Your Love Is Killing Me                                    | 23                   | 89                   | -                    | 26                   | 5                    | Cowboy                            |
| 1997 | Rain                                                                 | -                    | EU                   | EU                   | EU                   | EU                   | Cowboy                            |
| 1997 | Magic Moments (endast promo)                                         | EU                   | EU                   | -                    | EU                   | -                    | Cowboy                            |
| 2000 | Freedom                                                              | 27                   | 80                   | EU                   | 51                   | EU                   | Loveboat                          |
| 2001 | Moon and the Sky                                                     | -                    | EU                   | EU                   | EU                   | EU                   | Loveboat                          |
| 2002 | Everybody's Got To Learn Sometimes (endast promo)                    | -                    | EU                   | EU                   | EU                   | EU                   | Other People's Songs              |
| 2003 | Solsbury Hill                                                        | 10                   | 29                   | -                    | 39                   | -                    | Other People's Songs              |
| 2003 | Make Me Smile (Come Up and See Me)                                   | 14                   | 58                   | -                    | -                    | -                    | Other People's Songs              |
| 2003 | Oh l'amour (remix)                                                   | 13                   | 59                   | -                    | -                    | -                    | Hits! The Very Best of Erasure    |
| 2005 | Breathe                                                              | 4                    | 35                   | -                    | 33                   | 1                    | Nightbird                         |
| 2005 | Don't Say You Love Me                                                | 15                   | 69                   | -                    | -                    | -                    | Nightbird                         |
| 2005 | Here I Go Impossible Again / All This Time Still Falling Out of Love | 25                   | 69                   | -                    | -                    | -                    | Nightbird                         |
| 2006 | Boy                                                                  | -                    | EU                   | -                    | EU                   | -                    | Union Street                      |
| 2007 | I Could Fall in Love with You                                        | 21                   | 69                   | -                    | -                    | 7                    | Light at the End of the World     |
| 2007 | Sunday Girl                                                          | 33                   | 76                   | -                    | -                    | -                    | Light at the End of the World     |
| 2007 | Storm in a Teacup / Sucker for Love                                  | -                    | -                    | -                    | -                    | -                    | Light at the End of the World     |
| 2009 | Pop! Remixed                                                         | -                    | -                    | -                    | -                    | -                    | Total Pop! - The First 40 Hits    |
| 2009 | Phantom Bride (2009 remaster)                                        | -                    | EU                   | EU                   | EU                   | EU                   | The Innocents                     |
| 2011 | When I Start To (Break It All Down)                                  | 172                  | -                    | -                    | -                    | 25                   | Tomorrow's World                  |
| 2011 | Be With You                                                          | -                    | -                    | -                    | -                    | 7                    | Tomorrow's World                  |
| 2012 | Fill Us With Fire                                                    | -                    | -                    | -                    | -                    | -                    | Tomorrow's World                  |
| 2013 | Gaudete                                                              | -                    | -                    | -                    | -                    | 18                   | Snow Globe                        |
| 2014 | Make it Wonderful                                                    | -                    | -                    | -                    | -                    | -                    | Snow Globe                        |
| 2014 | Elevation                                                            | -                    | -                    | -                    | -                    | 3                    | The Violet Flame                  |
| 2014 | Reason                                                               | -                    | -                    | -                    | -                    | 10                   | The Violet Flame                  |
| 2015 | Sacred                                                               | -                    | -                    | -                    | -                    | 4                    | The Violet Flame                  |
| 2015 | Sometimes 2015                                                       | -                    | -                    | -                    | -                    | -                    | Always - The Very Best of Erasure |
| 2017 | Love You to the Sky                                                  | -                    | -                    | -                    | -                    | -                    | World Be Gone                     |
| 2017 | World Be Gone                                                        | -                    | -                    | -                    | -                    | -                    | World Be Gone                     |
| 2017 | Just a Little Love                                                   | -                    | -                    | -                    | -                    | -                    | World Be Gone                     |
| 2020 | Hey Now (Think I Got a Feeling)                                      | -                    | -                    | -                    | -                    | -                    | The Neon                          |
| 2020 | Nerves of Steel                                                      | -                    | -                    | -                    | -                    | -                    | The Neon                          |
| 2020 | Fallen Angel                                                         |                      |                      |                      |                      |                      | The Neon                          |

- EU: Ej utgiven i det landet

## Videor

### VHS
- Live At The Seaside (1987) (live, 1987)
- The Innocents Live (1989) (live, 1988)
- Wild ! Live (1990) (live, 1989)
- Abba-Esque (1992) (video-clip, 1992)
- Pop! The First 20 Hits (1992) (video-clips, 1985-1992)
- The Tank, The Swan & The Balloon (1993) (live, 1992)
- Erasure EPK 1995-96 (1996) (video-clips, 1995-96)
- The Tiny Tour (1998) (live, 1996)

### DVD
- Sanctuary - The EIS Christmas Concert 2002 (2003) (live, 2002)
- Hits ! The Videos (2003) (video-clips + bonuses, 1985-2003)
- The Tank, The Swan And The Balloon (2004) (live, 1992)
- Greats Hits Live - Live At Great Woods (2005) (live, 1997)
- The Erasure Show - Live In Cologne (2005) (live, 2005)
- On The Road To Nashville (2007) (live, 2006)
- Live At The Royal Albert Hall (2008) (live, 2007)